# Bezpiecznik elektryczny

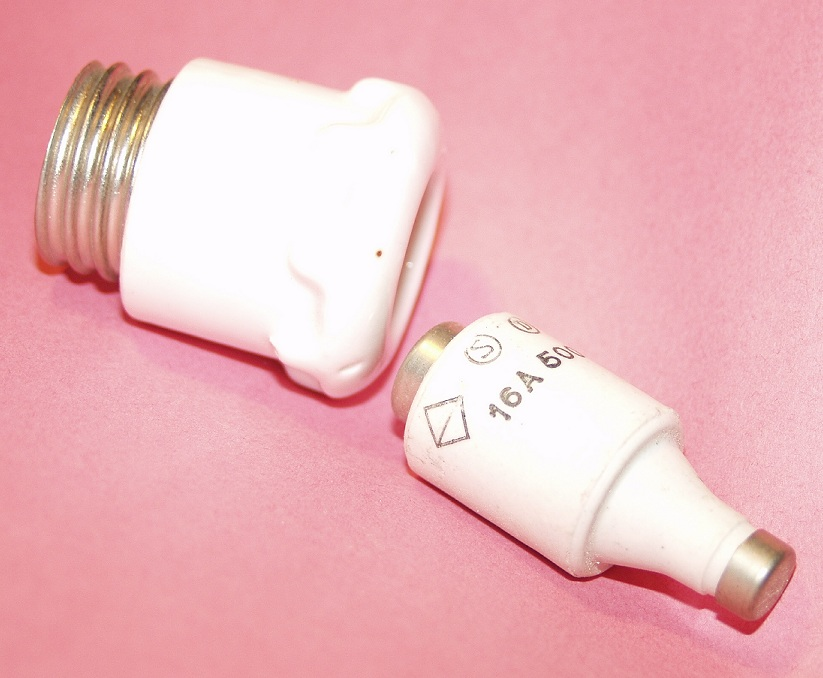
Bezpiecznik topikowy typu D (pot. "korek") z nasadką, przykład bezpiecznika elektrycznego

Bezpiecznik elektryczny – zabezpieczenie elektryczne instalacji elektrycznej i odbiorników elektrycznych przed skutkami wynikającymi z powodu wystąpienia nadmiernego natężenia prądu w określonym czasie, polegające na przerwaniu przepływu prądu. Zabezpieczenie takie może, ale nie musi chronić instalację lub urządzenie przed uszkodzeniem, ponieważ głównym zastosowaniem bezpiecznika jest przerwanie przepływu prądu, aby nie doprowadzić do dalszych skutków nadmiernego przepływu prądu, takich jak porażenie prądem, wybuch czy pożar. Tak więc w pierwszej kolejności bezpiecznik chroni przed wypadkami, a przy  okazji w pewnym stopniu również przed uszkodzeniami lub powiększeniem ich zasięgu. Zamiennie w mowie potocznej używane są też sformułowania: bezpiecznik (w domyśle elektryczny), bezpiecznik automatyczny (w stosunku do wyłączników instalacyjnych i różnicowoprądowych).

## Bezpieczniki a inne zabezpieczenia w obwodach elektrycznych
Często (choć niepoprawnie) bezpiecznikami nazywane są inne aparaty elektryczne:
- wyłącznik automatyczny wkrętkowy
- wyłącznik instalacyjny
- wyłącznik różnicowoprądowy